# Amomum calcicolum
Amomum calcicolum ist eine Pflanzenart aus der Gattung Amomum innerhalb der Familie der Ingwergewächse (Zingiberaceae). Dieser Endemit kommt nur im zentralen und südlichen Laos vor.

## Beschreibung

### Vegetative Merkmale
Amomum calcicola wächst als ausdauernde, krautige Pflanze, die Wuchshöhen von etwa 1,2 Metern erreichen kann. Die rötlich braunen Rhizome sind etwa 0,5 bis 1,2 Zentimeter dick, innen weiß gefärbt und außen mit Schuppen bedeckt. Die ledrigen, außen rau filzig behaarten und gerillten rötlichen bis dunkel braunen Schuppen sind bei einer Länge von 0,5 bis 2 Zentimetern eiförmig mit einem spitzen oberen Ende und bewimperten Rändern. Das Rhizom ist zwischen den einzelnen „Pseudostämmen“ etwa 5 Zentimeter lang. Von jedem Rhizom gehen drei bis fünf horstbildende Sprossachsen bzw. „Pseudostämme“ ab. An der mit einem Durchmesser von 1 bis 1,5 Zentimetern etwas geschwollenen Basis haben die Stängel rote bis grüne, außen unbehaarte sowie gefurchte und raue Blattscheiden. Die hell- bis dunkelgrünen, ledrigen und eiförmigen Blatthäutchen sind unbehaart und werden 0,3 bis 0,5 Zentimeter lang; ihr oberes Ende ist gestutzt.
Jeder Stängel besitzt etwa zwölf Laubblätter. Diese sind in Blattstiel und Blattspreite gegliedert. Der grüne rinnige und gefurchte Blattstiel ist kahl und wird 2 bis 4 Zentimeter lang. Die einfache und etwas gefaltete Blattspreite ist bei einer Länge von 37 bis 50 Zentimetern sowie einer Breite von 5 bis 6 Zentimetern länglich mit spitz zulaufender Blattbasis und lang geschwänzten oberen Ende. Die dunkelgrüne Blattoberseite ist unbehaart, während die Blattunterseite zottig mit glänzend weißen Haaren besetzt ist. Die Blattspreiten weisen an der Unterseite eine auffällige Blattnervatur auf. Die Blattränder sind ganzrandig.

### Generative Merkmale
Direkt an der Stängelbasis aus dem Rhizom entwickelt sich auf einem 2 bis 5 Zentimeter langen und 0,5 bis 0,6 Zentimeter dicken, weißlich braunen, gefurchten und kahlen Blütenstandsschaft ein bei einer Länge von etwa 3 Zentimetern sowie einem Durchmesser von etwa 4 Zentimetern breit eiförmiger bis kugeliger Blütenstand, in dem die wenigen Blüten dicht zusammen stehen. Je Stängel werden etwa zwei Blütenstände gebildet. Der Blütenstandsschaft ist mit roten bis dunkel rötlich grünen, hart- und dickledrigen, gefurchten und unbehaarten Schuppen mit bewimperten Ränder bedeckt, welche bei einer Länge von 0,5 bis 1,5 Zentimetern sowie einer Breite von 1,5 bis 2,2 Zentimetern breit eiförmig sind. Die hellbraunen, unbehaarten, gefurchten und sehr dünnen, papierartigen Tragblätter sind bei einer Länge von 2,5 bis 3 Zentimetern sowie einer Breite von 0,3 bis 0,5 Zentimetern bootförmig bis lanzettlich mit geschwänzten bis spitzen oberen Ende. Jedes der Tragblätter trägt eine einzelne Blüte und sie verwelken bereits nach kurzer Zeit ab. Die hellbraunen, membranartigen aber sehr dünnen 1 bis 1,2 Zentimeter langen und rund 0,3 Zentimeter breiten Deckblätter sind an ihrer Basis zu einer 0,5 bis 0,6 Zentimeter langen, an der Außenseite rau behaarten Röhre verwachsen, welche einfach gezähnt ist.
Die zwittrigen Blüten sind zygomorph und dreizählig mit doppelten, weißen Perianth. Die drei rosaroten bis hellbraunen und membranartigen, aber sehr dünnen Kelchblätter sind auf einer Länge von 1,2 bis 1,4 Zentimetern röhrenförmig miteinander verwachsen und sind mit einer Länge von 1,8 bis 2,2 Zentimeter sowie einer Breite von etwa 0,3 Zentimeter kürzer bis etwa gleich lang wie die Kronröhre. Sie sind dreifach gezähnt, wobei die Kelchzähne 0,4 bis 0,7 Zentimeter lang sind und haben eine rau behaarte Außenseite. Die drei weißen und 4 bis 4,6 Zentimeter langen, ledrigen und kahlen Kronblätter sind zu einer 2 bis 2,3 Zentimeter langen, an der inneren Oberseite flaumig behaarten Kronröhre verwachsen. Es sind drei ebenfalls weiße und unbehaarte, membranartige Kronlappen vorhanden. Der mittlere Kronlappen ist 2 bis 2,3 Zentimetern lang und 1 bis 1,2 Zentimeter breit mit kappenförmigen und mit einem dicken rosaroten Sporn versehenen oberen Ende. Die beiden seitlichen Kronlappen sind bei einer Länge von 2 bis 2,3 Zentimetern sowie einer Breite von 0,7 bis 0,8 Zentimetern etwas schmäler und haben ebenfalls ein kappenförmiges oberes Ende sowie bewimperte Ränder. Nur das mittlere der Staubblätter des inneren Kreises ist fertil. Das fertile Staubblatt besitzt einen abgeflachten, etwa 0,4 Zentimeter langen, kahlen, weißen Staubfaden. Die zwei weißen Hälften des unbehaarten Staubbeutels sind bei einer Länge von etwa 0,8 Zentimetern und einer Breite von rund 0,4 Zentimetern länglich. Die Staminodien des inneren Kreises sind zu einem Labellum verwachsen. Das 2 bis 2,3 Zentimeter lange und 2,2 bis 2,5 Zentimeter breite Labellum ist weiß mit gelber Mitte und kleinen roten Punkten an der Basis; es ist an seiner Oberseite an der Basis und in der Mitte filzig behaart und besitzt einen membranartigen Rand sowie eine abgerundete Spitze. Die seitlichen, weißen und an der Basis rot gepunkteten Staminodien sind bei einer Länge von etwa 0,2 Zentimetern dreieckig geformt. Drei Fruchtblätter sind zu einem dreikammerigen, behaarten, bei einem Durchmesser von 0,35 bis 0,5 Zentimetern kugelförmigen und schwach neun- bis elffach gefurchten Fruchtknoten verwachsen. Jede Fruchtknotenkammer enthält etwa fünf bis zehn Samenanlagen. Der Griffel ist unbehaart und endet in einer abgerundeten Narbe mit bewimperter Spitze.
Der Schaft des Fruchtstandes ist braun, unbehaart, 3 bis 5 Zentimeter lang und 0,3 bis 0,5 Zentimeter dick. In einem rund 5 Zentimetern langen sowie 4 bis 5 Zentimetern dicken Fruchtstand befinden sich etwa 15 bis 20 Kapselfrüchte. Die bei einem Durchmesser von 0,5 bis 0,7 Zentimetern kugelförmigen Kapselfrüchte sind neun- bis elffach geflügelt, wobei die Flügel etwa 0,2 bis 0,3 Zentimeter breit sind, sind anfangs grün gefärbt. Die behaarte Oberfläche der Früchte ist blasig und gefurcht. Jedes der drei Fruchtfächer enthält rund fünf bis zehn Samen. Die kahlen Samen sind bei einem Durchmesser von etwa 3 Millimetern kugelig.

## Vorkommen
Das natürliche Verbreitungsgebiet von Amomum calcicola liegt im zentralen und südlichen Laos. Es umfasst dabei drei Populationen, welche in den Provinzen Champasak und Khammuan vorkommen. Sie gedeiht dort in Höhenlagen von 285 bis 1307 Metern an schattigen Standorten im Tiefland und in immergrünen Bergwäldern über Kalkstein.

## Taxonomie
Die Erstbeschreibung als Amomum calcicola erfolgte 2012 durch Vichith Lamxay und Mark Fleming Newman im Edinburgh Journal of Botany, Band 69, Nummer 1, Seite 113.

## Gefährdung und Schutz
Amomum calcicola wird in der Roten Liste der IUCN seit 2011 als „gering gefährdet“ geführt. Der Bestand einer der drei bekannten Populationen der Art wird als rückläufig angesehen, da diese in der Nähe einer Touristenattraktion wächst und die Pflanzen von den Touristen beim Vorbeigehen zerdrückt werden.